# Kampffähigkeit
Kampffähigkeit bezeichnet die Konkurrenzfähigkeit einer inneren Ordnung in einem gewaltsamen Konflikt.
Kampffähigkeit setzt sich aus den Fähigkeiten Orientierung, Aufklärung, Planung, Aktion und Reaktion sowie Kommunikation zusammen. Im bewaffneten Konflikt ist das militärische Primärziel, die Kampffähigkeit des Gegners so weit zu verringern, dass er nicht mehr zur Durchführung von zeitlich und räumlich zusammenhängenden Handlungen und zur Fortsetzung des Kampfes bzw. Gefechtshandlung fähig ist. Dies wird durch die Vernichtung von Soldaten, Waffen, Nachschub, Kommunikations- und Befehlsstrukturen erreicht. Kampffähigkeit und Kampf sind Krafterzeugnisse, zu denen nur jener fähig ist, der des Geistes Forderung erfüllt.